# Correggio, Reggio Emilia
Correggio là một đô thị thuộc tỉnh Reggio Emilia, vùng Emilia-Romagna của Ý, trong thung lũng Po. Dân số thời điểm năm 2007 của Correggio khoảng 23.108người.
Đây là nơi sinh của họa sĩ Phục hưng Antonio Allegri, nhà thơ Pháp Tugdual Menon sinh sống một thời gian dài tại Correggio.
Đây là nơi sinh của Claudio Merulo, Luciano Ligabue, Dorando Pietri, và Pier Vittorio Tondelli.

## Hình ảnh

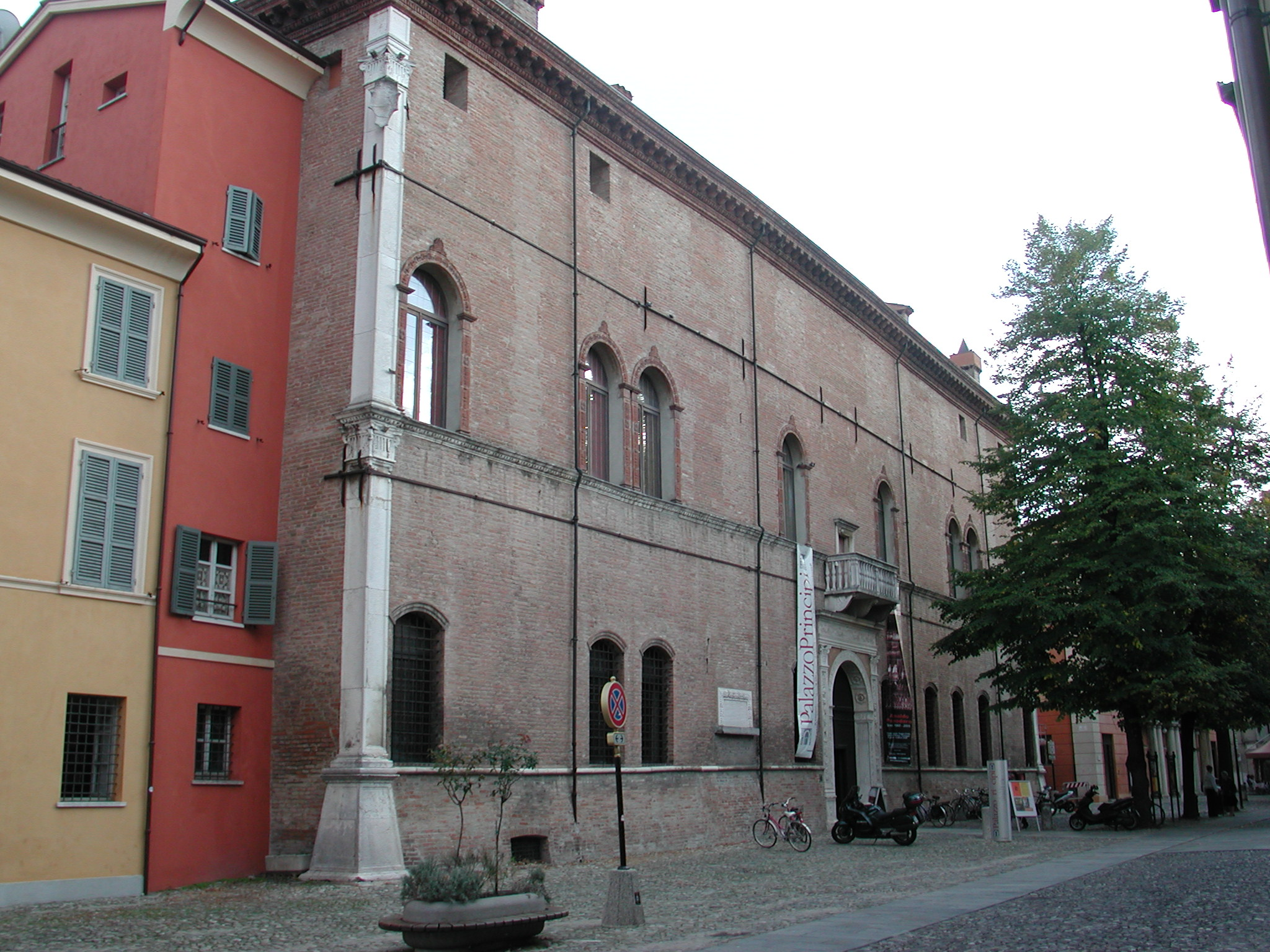
palazzo dei Principi
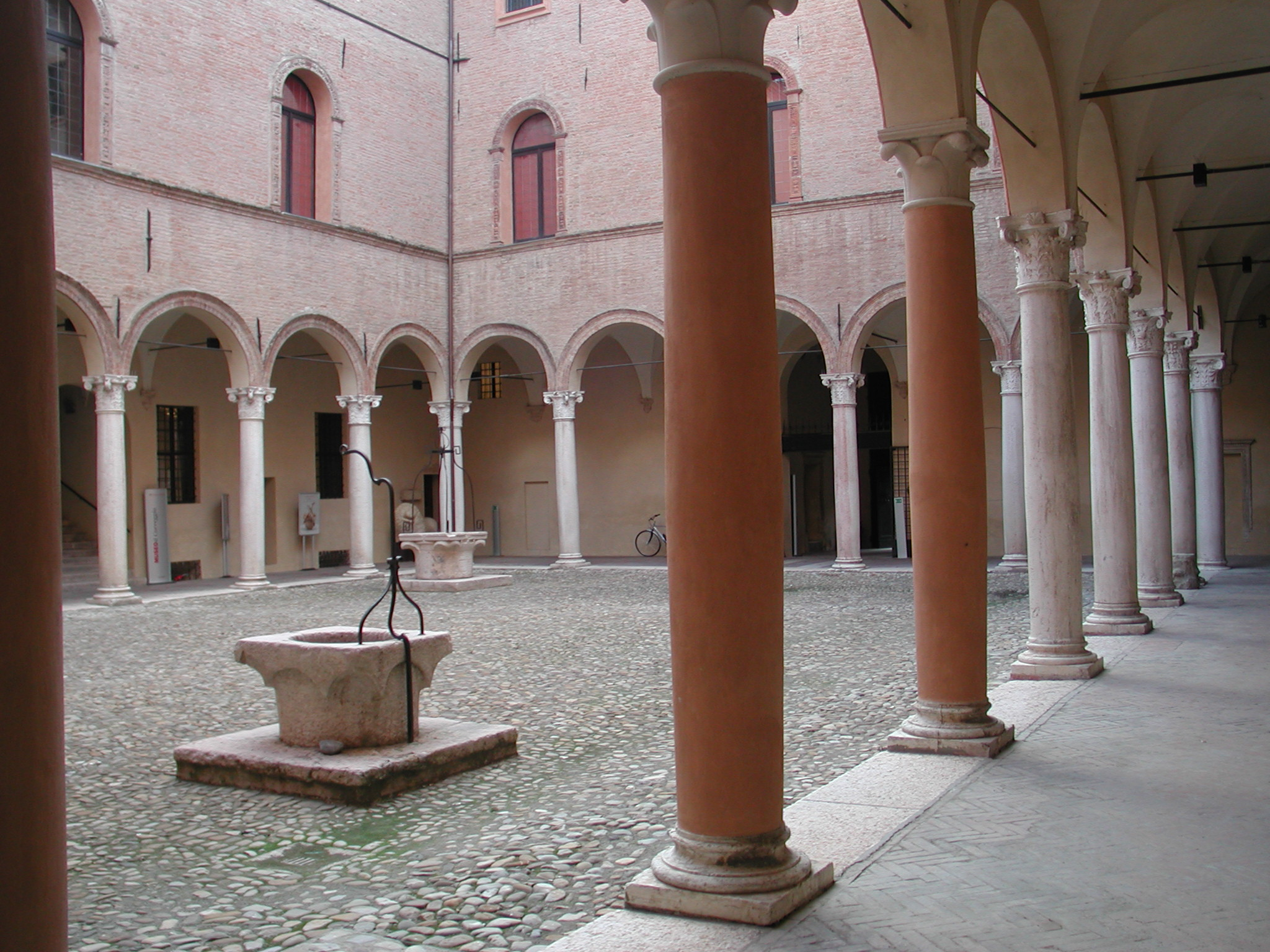
Palazzo dei Principi
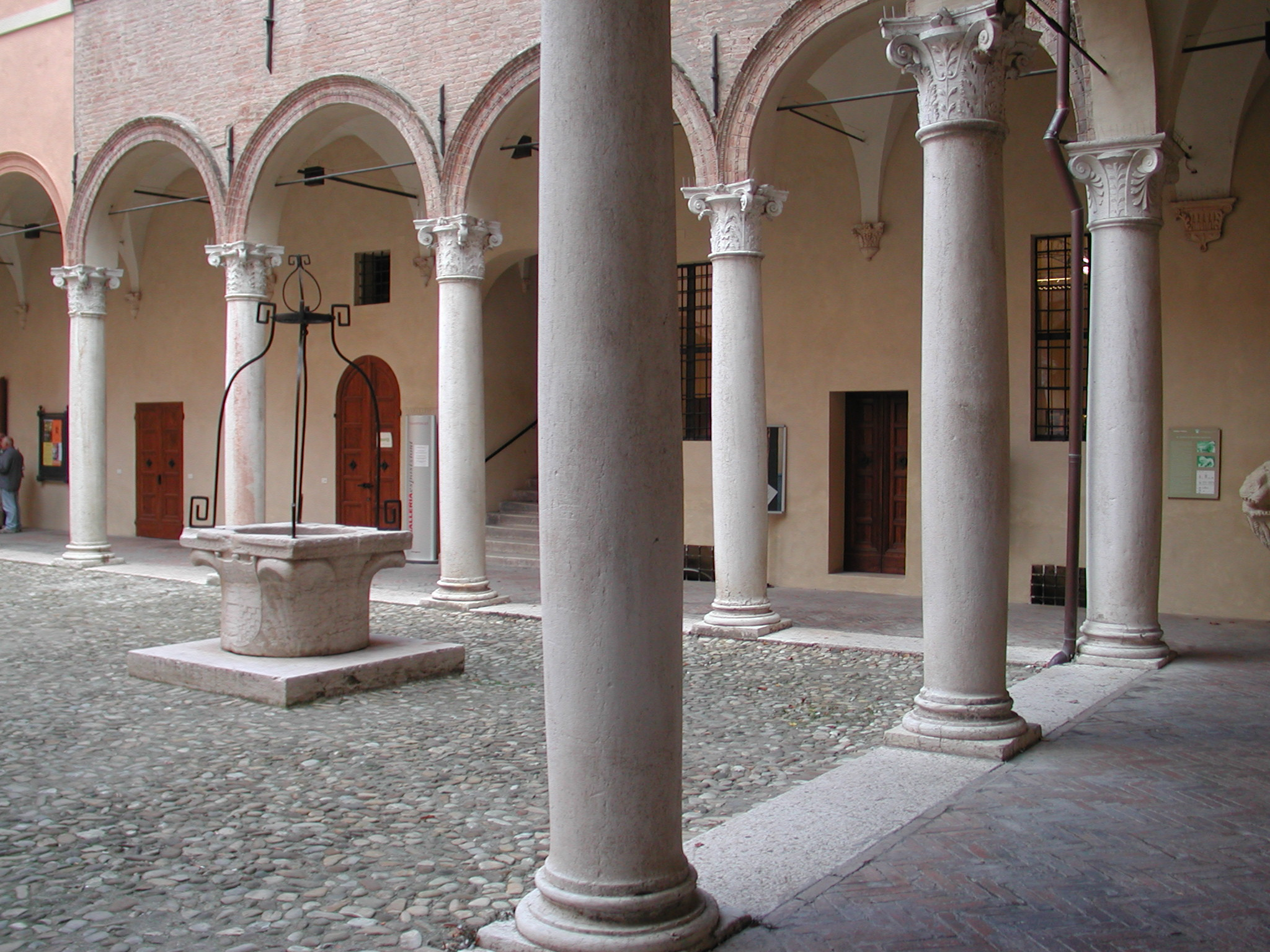
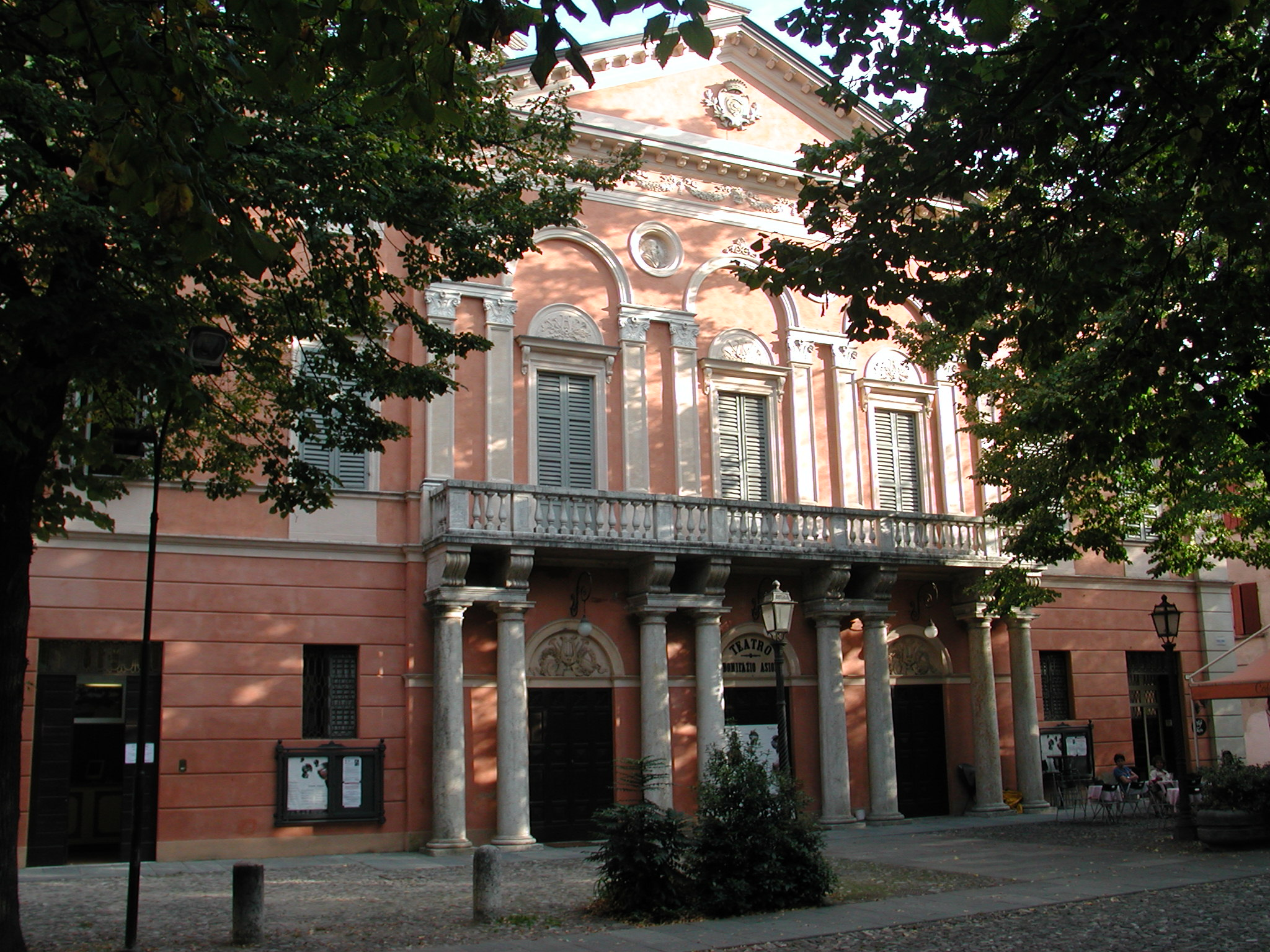
Teatro Asioli
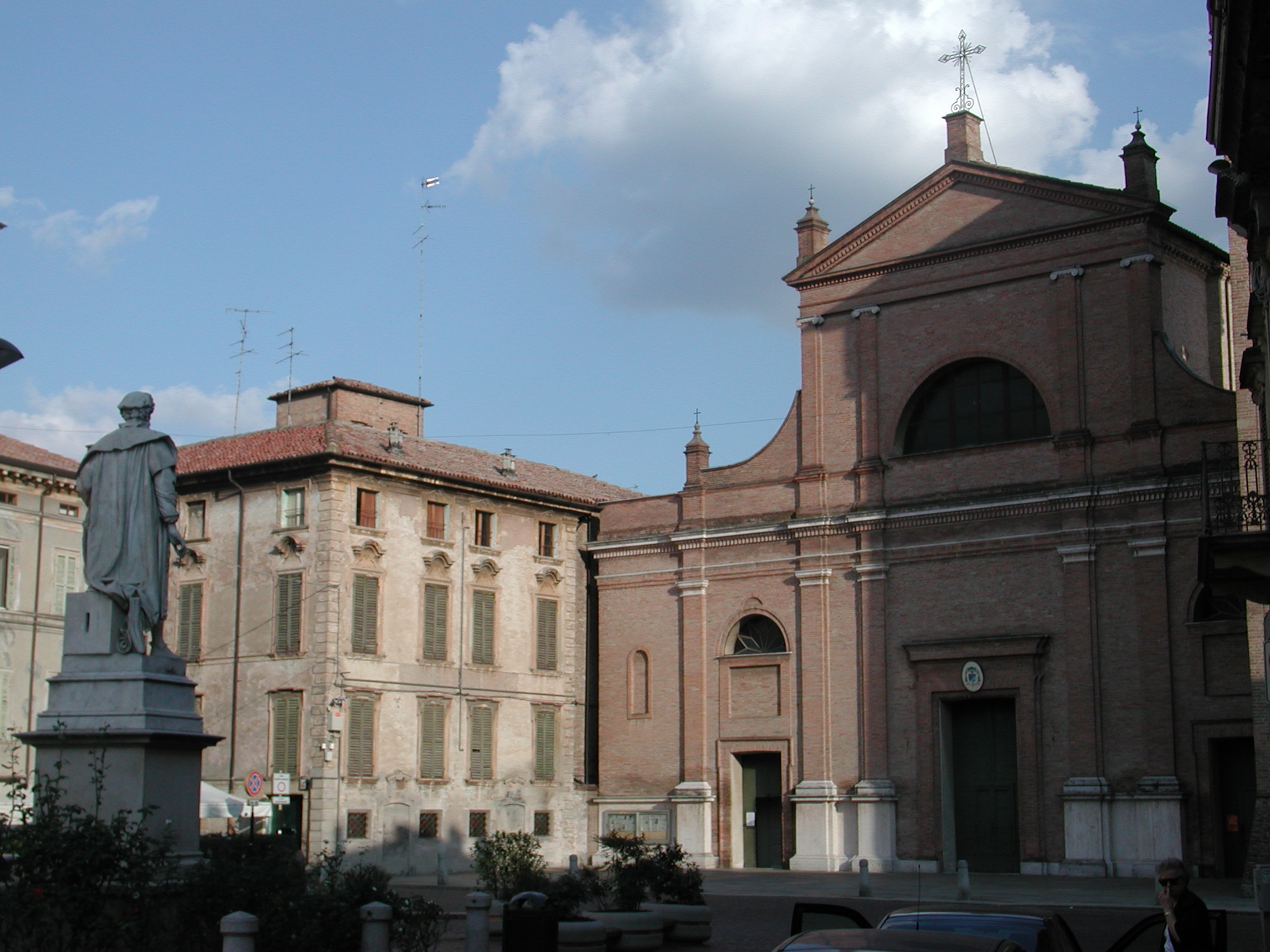
Chiesa di San Quirino
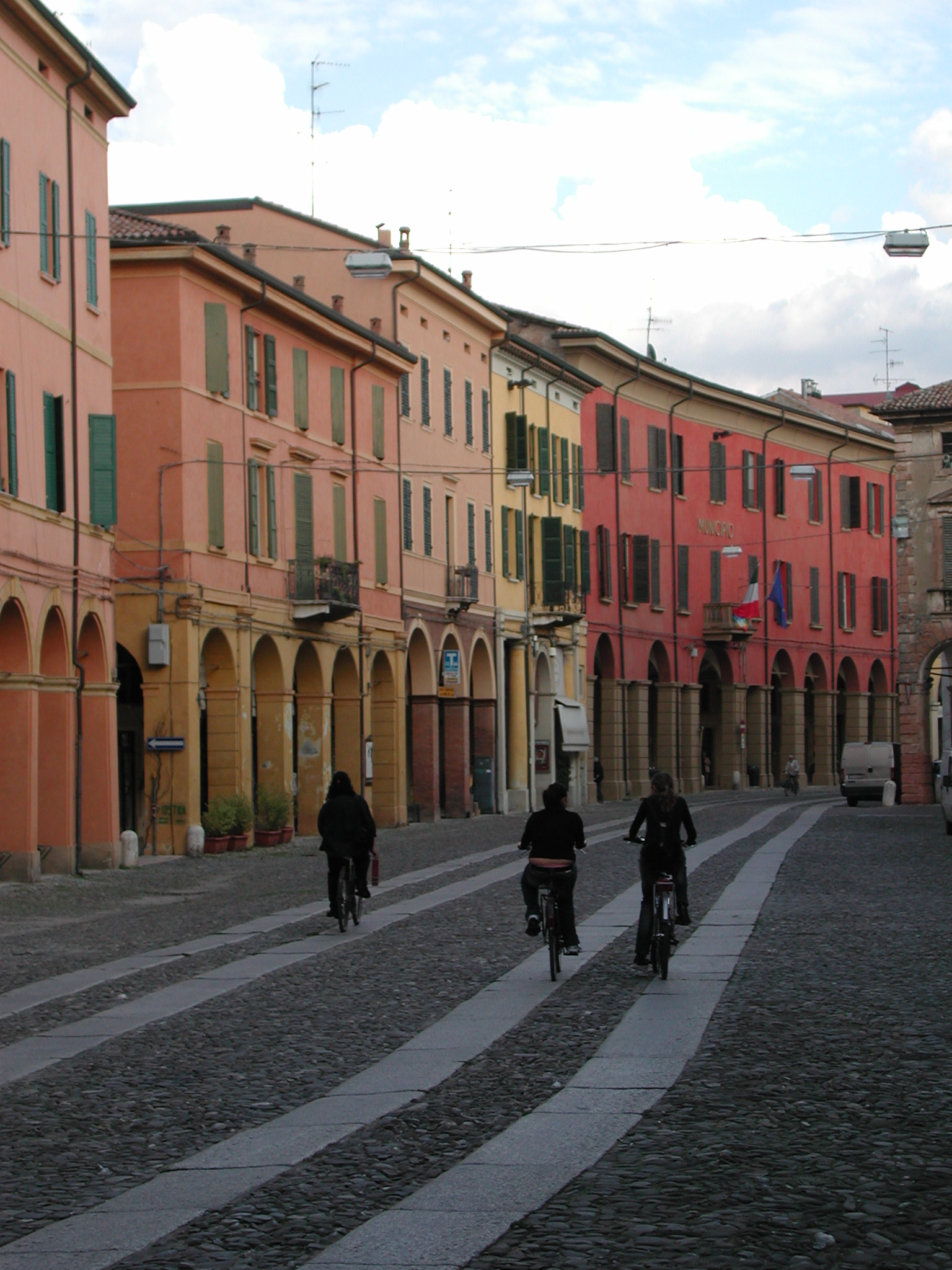
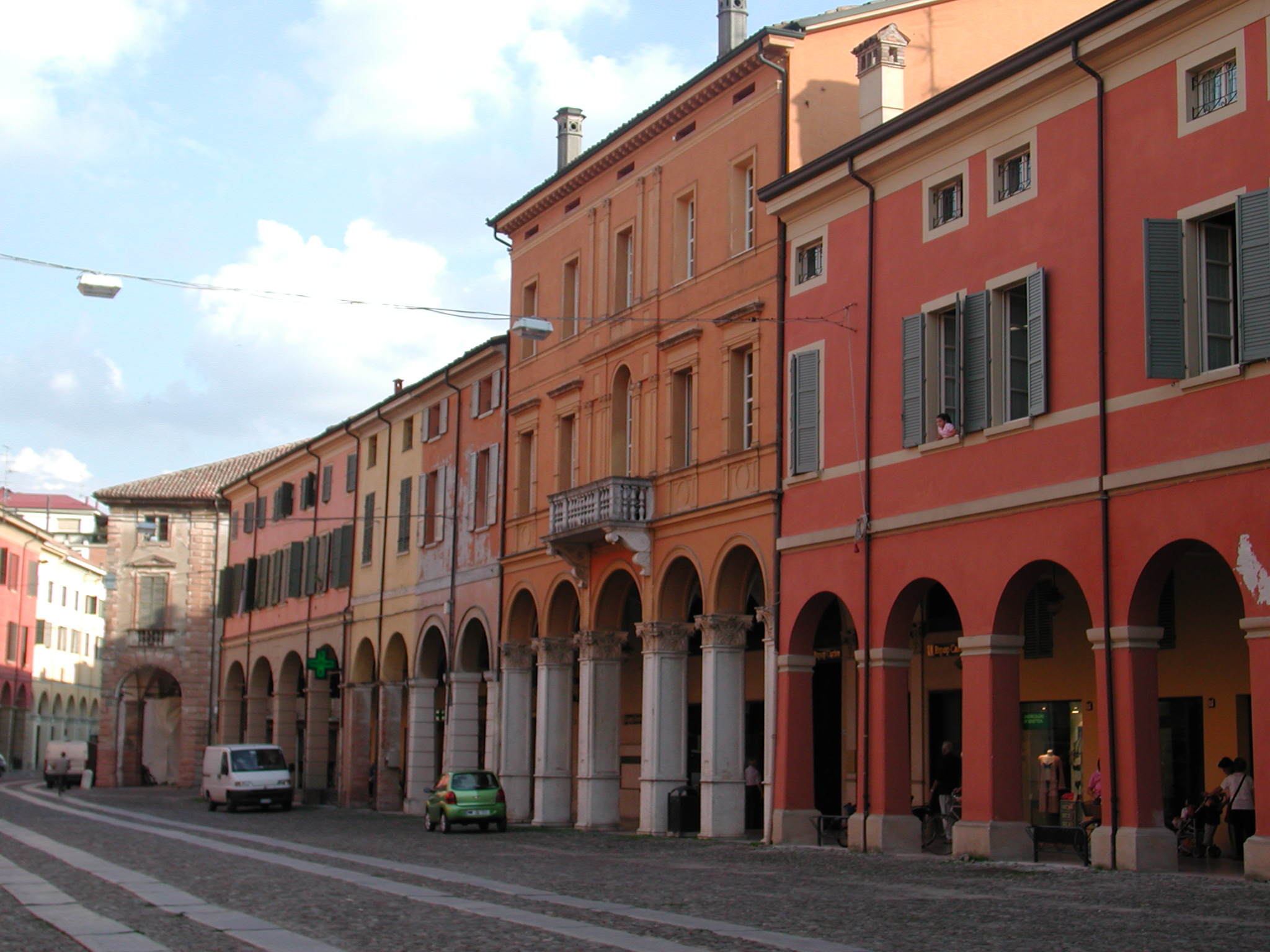
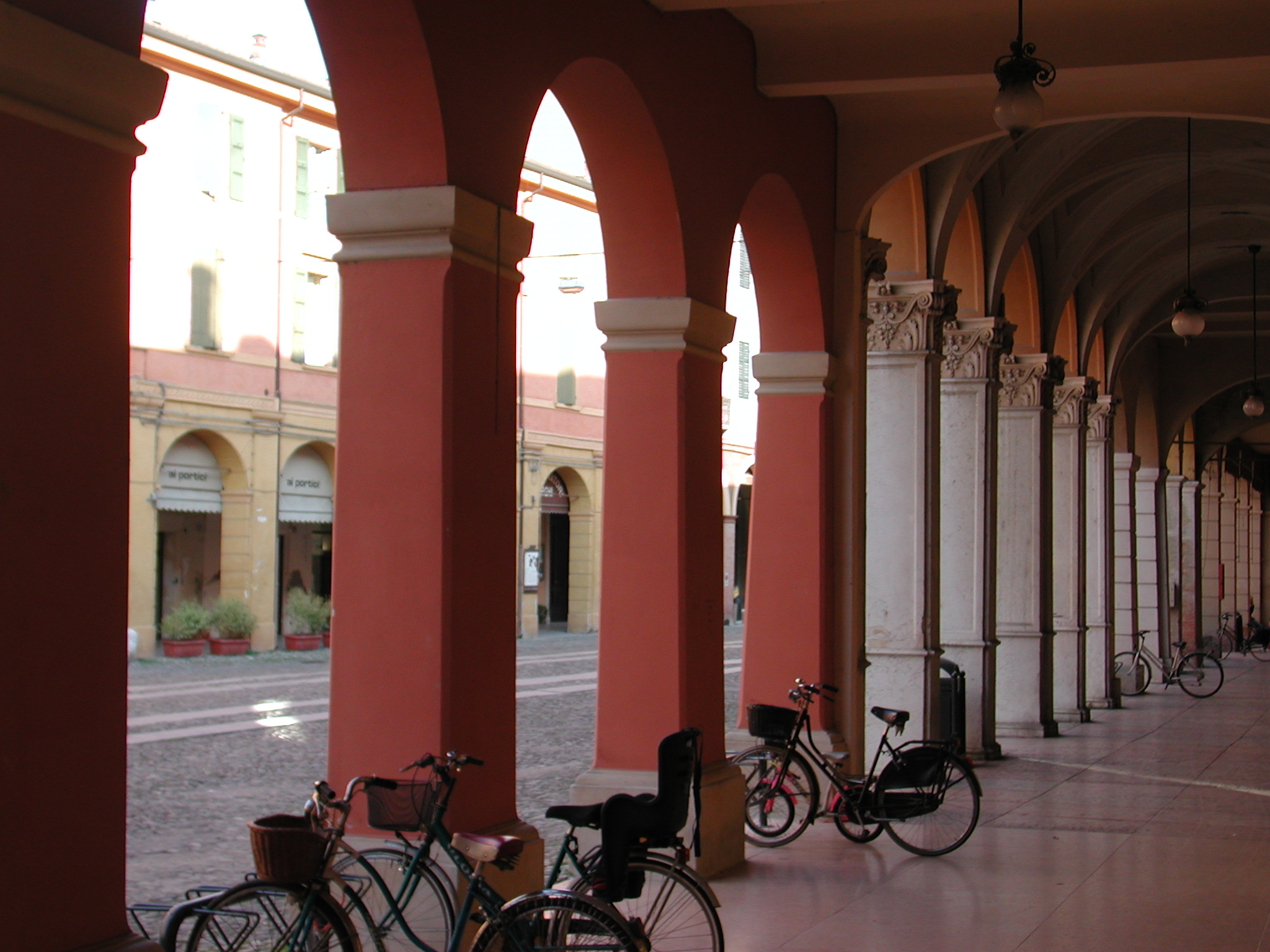
portici - porches